# Хартли, Бриа
Бриа Николь Хартли (англ. Bria Nicole Hartley; род. 30 сентября 1992 года в Норт-Бабилоне, Нью-Йорк, США) — американская профессиональная баскетболистка, выступающая в женской национальной баскетбольной ассоциации за команду «Коннектикут Сан». Она была выбрана на драфте ВНБА 2014 года в первом раунде под общим седьмым номером клубом «Сиэтл Шторм». Играет на позиции разыгрывающего защитника. В 2018 году приняла гражданство Франции, чтобы выступать за национальную сборную этой страны, в составе которой стала серебряным призёром чемпионата Европы 2019 года в Сербии и Латвии.

## Ранние годы
Бриа родилась 30 сентября 1992 года в городе Норт-Бабилон (шт. Нью-Йорк) в семье Денниса и Симоны Хартли, у неё есть два старших брата, Деннис и Юджин, училась она там же в средней школе Норт-Бабилон Юнион Фри, в которой выступала за местную баскетбольную команду.